# Pathosformel (compagnia teatrale)
Pathosformel è stata una compagnia teatrale italiana fondata a Venezia nel 2004 ad opera di Daniel Blanga Gubbay e Paola Villani, in attività fino al 2014. Il loro teatro fu caratterizzato da una forte attitudine all'astratto ed allo sperimentalismo.

## Storia
Pathosformel nasce a Venezia nel 2004 dalla complicità di Daniel Blanga Gubbay e Paola Villani, allora studenti dello IUAV di Venezia dove seguivano i corsi di Giorgio Agamben e vengono segnati dalle letture di Aby Warburg da cui il nome deriva, Pathosformel. Importanti furono anche esperienze laboratoriali con la Socìetas Raffaello Sanzio.
Nel 2007 la compagnia entrò nel progetto Fies Factory della Centrale Fies/Drodesera
Nel 2008 viene loro assegnato il Premio Ubu speciale per la loro ricerca fra artigianalità e astrazione.
Il 24 luglio 2014, con una lettera, la compagnia annuncia ufficialmente lo scioglimento e la fine del proprio cammino congiunto di ricerca. Lo scioglimento avvenne in seguito alla retrospettiva al XXXIV festival Drodesera a loro dedicata in cui presentarono cinque spettacoli che avevano segnato il loro percorso (T.E.R.R.Y, La prima periferia, An afternoon in love, La più piccola distanza e La timidezza delle ossa) presentati al pubblico presso la Centrale Fies.

## Premi
- Premio Scenario 2007
- Premio Ubu Speciale 2008
- Premio Iceberg 2009